# Skaftá

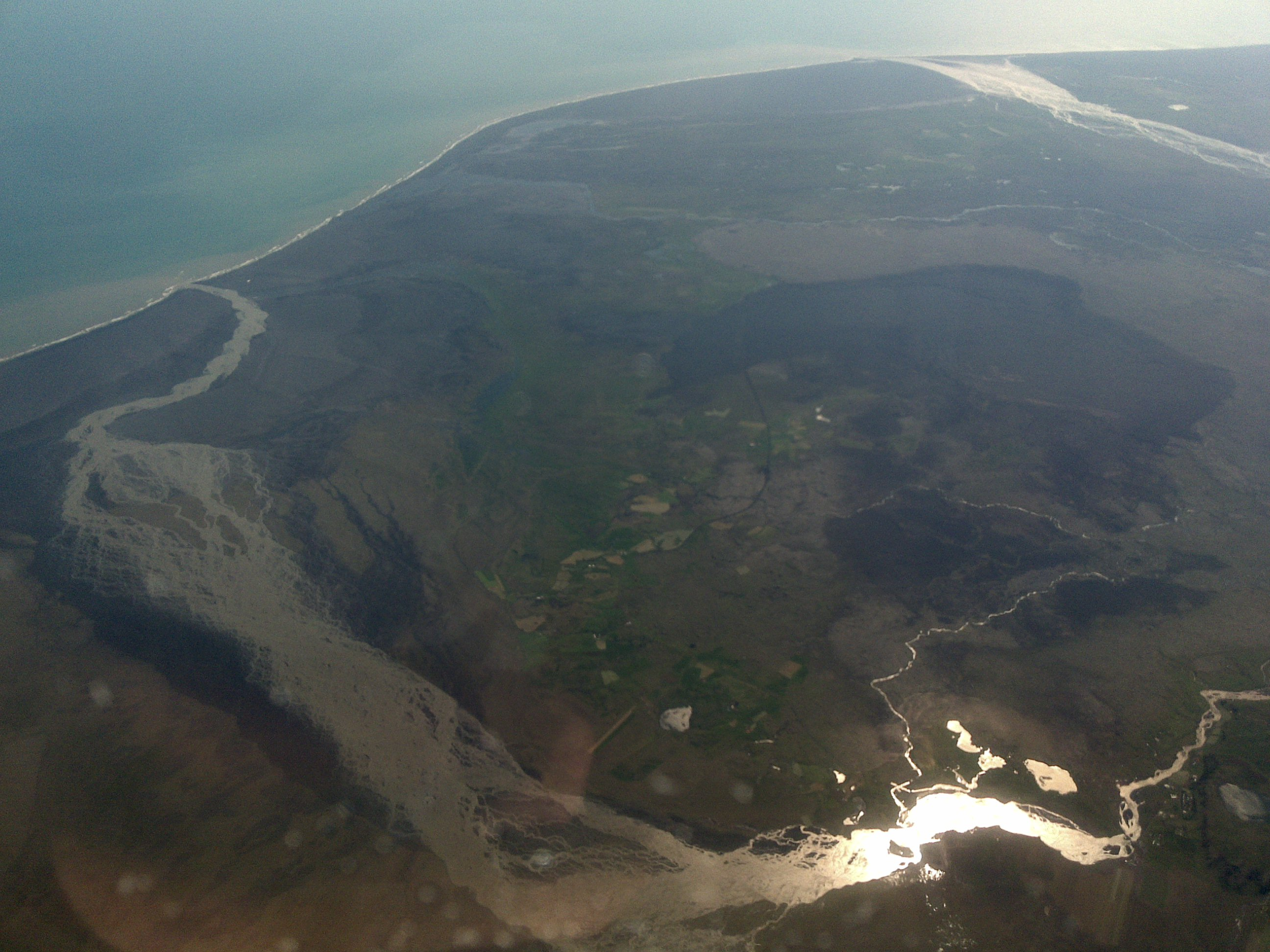
De monding van de Skaftá. Rechtonder is Kirkjubæjarklaustur met het Systravatn meertje herkenbaar. Rechtsboven de monding van de Kúðafljót.

De Skaftá is een rivier in het zuiden van IJsland. In feite is het een mengvorm van een gletsjerrivier en een regenrivier.
De oorsprong van de Skaftá ligt even ten westen van de Skaftárjökull, een gletsjer die deel uitmaakt van de veel grotere Vatnajökull. Na het ontstaan stroomt de Skaftá in een grote boog naar het zuiden. Onderweg voegen meerdere regenriviertjes zich bij de Skaftá, zoals de Grjótá en de Hellisá. Ook stroomt het water uit het Langisjórmeer via de opening Útfall in de Skaftá. Resultaat is dat het stroomgebied in totaal ongeveer 1400 km² omvat, met een gemiddelde waterdebiet van 120 m³ per seconde. De Skaftá is ongeveer 115 kilometer lang.
De Skaftá deelt zich uiteindelijk in een aantal riviertjes op. De Eldvatn stroomt in de grote Kúðafljót, de Árkvíslar eindigt ergens in het uitgestrekte Eldhraun lavaveld, en de Skaftá zelf stroomt langs Kirkjubæjarklaustur en mondt even verderop via de Landsbrotsvötn in zee uit. De ringweg (hringvegur in het IJslands) steekt met lange bruggen de Kúðafljót en de Árkvíslar over, en bij Kirkjubæjarklaustur de Skaftá.
Oorspronkelijk had de Skaftá een heel ander verloop, maar in 1783 stootten de kraters van Laki een enorme hoeveelheid lava uit en vormden deels het Eldhraun. Deze uitbarsting staat ook bekend als de Skaftávuren. De lava vulde de originele beddingen van de Skaftá geheel op, waardoor de rivier genoodzaakt werd een nieuwe weg over en langs het lavaoppervlak te vinden.
Even verder van de Skaftárjökull ligt onder de ijskap van de Vatnajökull een vulkaan te smeulen. Het bovenliggende ijs smelt, en zo nu en dan ontlast het onder het ijs liggende meer, de Grímsvötn, zich bij een gletsjerdoorbraak waarbij een deel van het smeltwater in de Skaftá komt. Het waterdebiet kan dan zeer snel enorm toenemen, met overstromingen van kokende modder tot gevolg. Daarbij komen schadelijke gassen vrij, zoals zwaveldioxide en zwavelwaterstof, maar de verwoestingen die het water veroorzaakt zijn veel belangrijker.
- Virtual International Authority File: 233857108